# Раскера (сыр)
Раскера (итал. Raschera) — итальянский полутвердый сыр из коровьего молока, иногда с добавлением небольшого количества козьего и овечьего молока. Название происходит от названия пастбища и озера, расположенного у подножия горы итал. Mongioie в муниципалитете Мальяно-Альпи в Альпах в провинции Кунео.

## История
Первое упоминание о сыре датируется 1477 годом. В 1982 году сыр получил категорию продукта контролируемого по происхождению (DOC). В 1984 году был создан «Консорциум по защите сыра с обозначением происхождения Раскера». В 1996 году сыр получил категорию DOP. В августе в городе Фрабоза-Сопрано проходит фестиваль сыра раскера и брусса. В сентябре в Ормеа проходит фестиваль сыра раскера и альпийского сыра.

## Зона производства
Сыр производится в двух вариантах:
- итал. Raschera (с зеленой этикеткой) — производится по всей провинции Кунео.
- итал. Raschera d'alpeggio (с жёлтой этикеткой) — производится в муниципалитетах Фрабоза-Сопрана, Фрабоза-Соттана, Робурент, Роккафорте-Мондови, Пампарато, Ормеа, Гарессио, Мальяно-Альпы[1]. Производится на высоте более 900 м[2].

## Технология производства
Коровье молоко от двух последовательных доек (используется в сыром виде или подвергается санитарной обработке), иногда с небольшими количествами козьего или овечьего молока, доводится до температуры 29-30 °C. Затем добавляется жидкий сычужный фермент для образования творога. Примерно через час творог разбивают, получая гранулы размером между зерном кукурузы и фундуком. Творог, отделенный от сыворотки, собирается в полотно из конопли и сцеживается. На этом этапе производственный процесс дифференцируется в соответствии с формой, которую нужно предоставить. Для раскеры круглой формы  сыр, все еще завернутый в полотно, размещается в цилиндрических деревянных формах с перфорированными краями, на которых размещены утяжелители для облегчения выхода сыворотки. Сыр остается под этим весом в течение суток. Затем приступают к засолке, переворачивая форму со всех сторон. Для раскеры квадратной формы сыр вынимается из цилиндрической емкости и размещается в форме параллелепипеда, изготовленной из деревянных досок. Ее накрывают деревянной доской, сверху кладут гири и оставляют стечь примерно на четыре дня, затем солят со всех четырех сторон. Выдержка длится месяц или больше.

## Характеристика
Сыр раскера имеет круглую или квадратную форму. Квадратная форма является предпочтительной, поскольку она практичнее для транспортировки. В настоящее время 99 % сыра имеет квадратную форму. Круглая голова сыра имеет средний вес от 5 до 8 килограммов, квадратная весит от 7 до 10 кг. Кожица тонкая, красновато-серого цвета, иногда с желтоватыми отблесками, эластичная, гладкая. Сыр полутвердый, с нежным молочным вкусом, ароматный, в меру пряный и более пикантный после выдержки. Сырная масса довольно стойкая, эластичная, с небольшим количеством рассеянных и неровных отверстий. Цвет белый или слоновой кости.

## Употребление
Как самостоятельное блюдо. Хорошо сочетается с красными винами из местных сортов винограда (дольчетто, барбера).